# Johan Andreas Murray
Johan (Johann) Andreas Murray (Estocolm, 27 de gener de 1740 - Göttingen, 22 de maig de 1791) fou un metge, botànic, pteridòleg i algòleg suec.
Entre 1756 i 1759, Murray estudia en Upsala amb el genial Carl von Linné (1707-1778). Partirà a continuació a Göttingen, i obté el doctorat en Medicina en 1763, i després el magister philosophiæ en 1768. Murray ensenya Medicina en Gotinga a partir de 1764 i dirigeix el Jardí botànic d'aquesta ciutat des de 1769.
En 1772 es casa amb Eleonora Margaretha Conradi (1749-1827).
Desenvolupa treballs concernents a la Medicina, la Farmàcia, la Botànica i altres subjectes científics. Va ser autor de Apparatus medicaminum tam simplicium quam praeparatorum et compositorum in praxeos adjumentum consideratus, obra en la qual es va interessar en els aspectes terapèutics de les plantes, i que va publicar en sis volums, entre 1776 i 1792. Contribueix també amb la traducció a l'alemany de l'obra d'altres botànics suecs de la seva època, i assumeix, en 1774, amb la publicació de la part botànica de la tretzena edició de Systema naturae de Linneo, sota el títol de « Systema vegetabilium ».

## Biografia
Fill del predicador i teòleg d'origen prussià Andreas Murray (1695-1771), els seus germans van ser els professors Johann Philipp Murray (1726-1776) i Adolph Murray (1751-1803), i el bisbe Gustaf Murray (1747-1825).
Murray va estudiar entre 1756 i 1759 en Uppsala,on va ser ensenyat per Carl Linneo. En 1760, va anar a Göttingen,on es va convertir en doctor en medicina en 1763. En 1769, va ser nomenat professor i director del jardí botànic. Va dirigir recerques sobre les propietats de les plantes medicinals, en aquest moment l'interès principal dels botànics, i sobre les formes en què els medicaments derivats de plantes podien ser preparats i administrats.
Murray va morir en Göttingen el 22 de maig del 1791.

## Treball
Murray va ser un destacat farmacèutic i botànic. La seva obra Apparatus medicaminum (1776-1792) en sis volums, dels quals l'últim va ser publicat només després de la seva mort, és una completa compilació de remeis herbaris. El seu títol complet és Apparatus medicaminum tam simplicium quam praeparatorum et compositorum in praxeos adiumentum consideratus, que significa "La formulació de medicaments tan simples com preparats i organitzats en la pràctica i l'ajuda acurada".
A més, va publicar traduccions a l'alemany de nombrosos escrits de metges suecs. En 1774 va publicar la 13a edició de Systema Natur, de Linné, sota el títol Systema Vegetabilium ('Sistema del Regne Vegetal'),amb una introducció que ell mateix va escriure anomenat Regnum Vegetabile ('El Regne Vegetal'). L'abreviatura botànica estàndard per a això és Syst. Una catorzena edició va ser publicada en 1784.

## Honors
Linneo li dedica el gènere Murraya L. de la família de les rutàcies.

## Publicacions
- Prodromus designationis stirpium gottingensium. 1770.
- Commentatio de Arbuto raïm ursi …. 1764.
- Commentatio de Arbuto Raïm Ursi: exhibens Descriptionem eius botanicam, Analysin chemicam, eiusque in Medicina et Oeconomia varium Usum. — Gottingae: Pockwitz & Barmeier, 1765.
- Opuscula. 1785—1786.
- Apparatus medicaminum. 1776—1792 (2. Aufl. (Bd. 1—2) 1793—1794).

L'abreviatura «Murray» s'empra per a indicar a Johan Andreas Murray com a autoritat en la descripció i classificació científica dels vegetals.